# Bandiera dell'Agiaria
La bandiera dell'Agiaria è il vessillo della repubblica autonoma dell'Agiaria. Essa consiste di sette strisce orizzontali blu scure e bianche alternate: le strisce blu scure rappresentano il Mar Nero mentre quelle bianche la purezza; nel cantone in alto a sinistra è riportata la bandiera della Georgia. Questa bandiera venne adottata dal Consiglio Supremo di Agiaria il 20 luglio 2004.

## Bandiere storiche
Nel 1918, dopo essere stata parte dell'Impero russo e della Repubblica Federale Democratica Transcaucasica, l'Agiaria, sotto occupazione ottomana, formò il governatorato del Caucaso sud-occidentale, proclamatosi, poi, repubblica indipendente. Nel 1919, il territorio passò, quindi, sotto l'occupazione britannica, rimanendovi fino alla sua cessione all'Armenia nel 1920, nonostante il 21 gennaio 1919, fosse stata proclamata l'indipendenza della nuova Repubblica di Batumi. Con la guerra turco-armena, l'Agiaria fu occupata dalla Repubblica di Turchia, ma con il Trattato di Kars del 16 maggio 1921 il territorio fu annesso all'Unione Sovietica.
Durante il periodo sovietico il nome ufficiale dell'Agiaria era "Repubblica Socialista Sovietica Autonoma Agiara" (RSSAA). Dal 1921 al 1950, la repubblica adottò quale vessillo ufficiale una bandiera rossa con (in giallo) l'iscrizione Repubblica Georgiana in lingua georgiana, agiara e russa. Dal 1950 al 1978, la RSSAA ebbe per bandiera quella della Repubblica socialista sovietica georgiana, avendo perso, le repubbliche autonome della Georgia, il diritto di avere un proprio vessillo. Dal 1978 al 1991, l'Agiaria poté adottare nuovamente una propria bandiera: del tutto simile a quella georgiana, il vessillo riportava le iniziali del nome della piccola repubblica autonoma.
Dopo la dissoluzione dell'Unione Sovietica, l'Agiaria restò parte del nuovo stato georgiano, riuscendo a mantenere la propria autonomia. Tra il giugno del 2000 e il luglio del 2004, il governo di Aslan Abashidze impiegò una bandiera con sfondo blu a rappresentare il Mar Nero e sette stelle in alto a sinistra che rappresentavano le due città (Batumi e Kobuleti) e i cinque distretti (Batumi, Keda, Khulo, Kobuleti e Shuakhevi) in cui allora era suddivisa l'Agiaria.

Bandiera del Governatorato del Caucaso sud-occidentale (1918-1919)
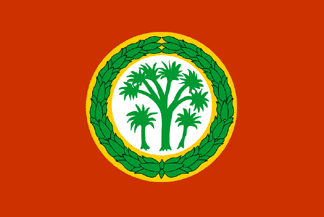
Bandiera della Repubblica di Batumi (1919-1920)
Bandiera della RSSA Agiara (1978-1991)
Bandiera della Repubblica di Agiaria (2000-2004)